# Władysław Gościński (oficer intendentury)
Władysław Gościński (ur. 13 października 1890 w Krościenku Niżnym, zm. 7 maja 1954 w Krośnie) – major intendent Wojska Polskiego, oficer POZ–ZWZ–AK.

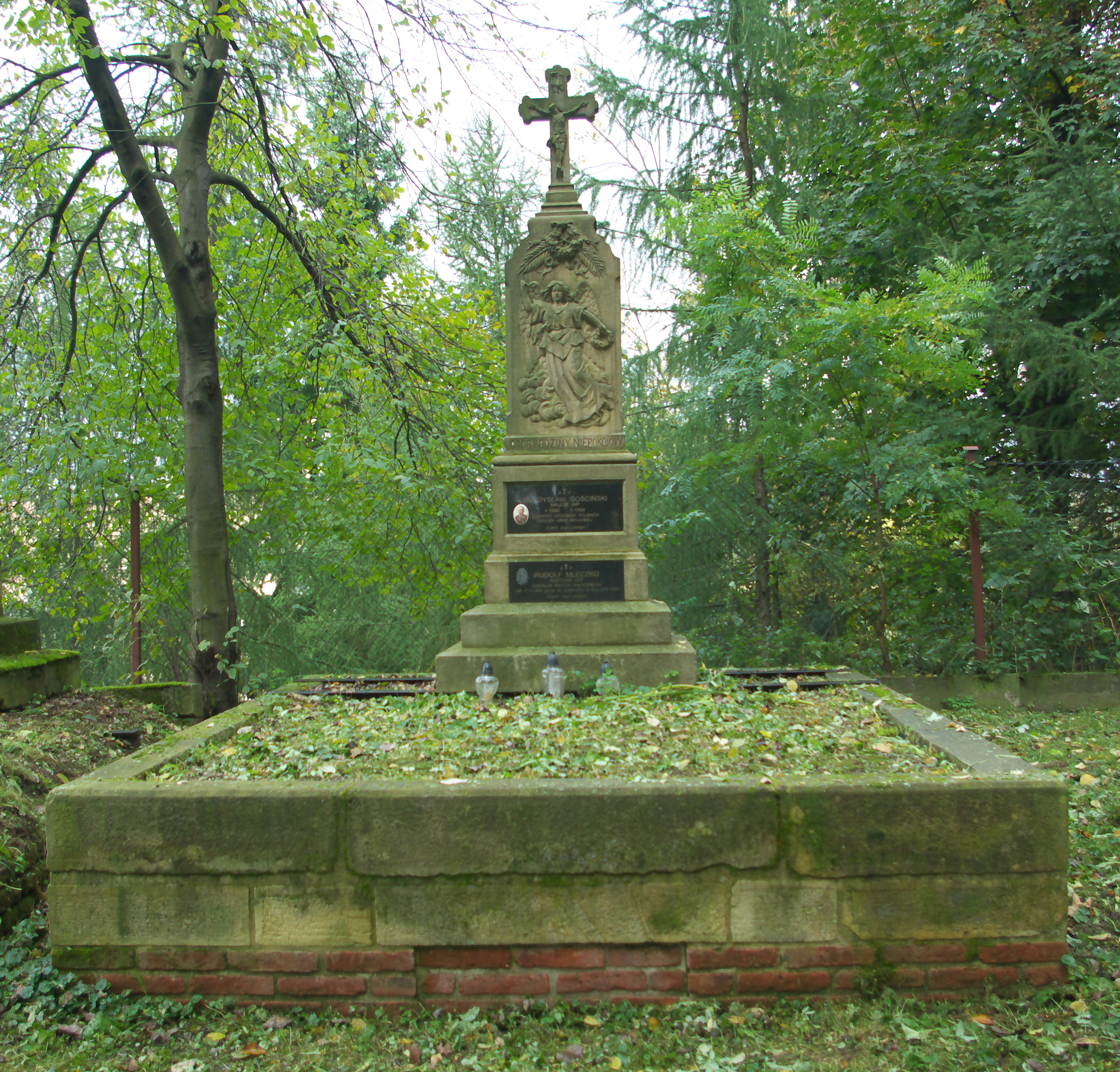
Grób Władysława Gościńskiego

## Życiorys
Urodził się 13 października 1890, w rodzinie Jana i Marii z Drajewiczów. W 1911 zdał egzamin dojrzałości w C. K. Szkole Realnej w Krośnie. Przed 1914 był urzędnikiem w charakterze prywatnym.
Po wybuchu I wojny światowej od 15 sierpnia 1914 służył w Legionie Wschodnim. Później został żołnierzem Legionów Polskich i od 24 września 1914 do 1918 służył w sztabie 3 Pułku Piechoty w składzie II Brygady. Był także żołnierzem Polskiego Korpusu Posiłkowego. Po usiłowaniu przejścia frontu przez legionistów podczas bitwy pod Rarańczą w połowie lutego 1918 został aresztowany i był internowany w obozie w Szaldobos. Służył w stopniu sierżanta.
Po odzyskaniu przez Polskę niepodległości został przyjęty do Wojska Polskiego. Uczestniczył w wojnie polsko-bolszewickiej. Został awansowany do stopnia kapitan w korpusie oficerów administracji dział gospodarczy ze starszeństwem z 1 czerwca 1919. W 1923, 1924 jako oficer Okręgowego Zakładu Gospodarczego I służył w Szefostwie Intendentury Dowództwa Okręgu Korpusu Nr I. W 1928 był oficerem Rejonowego Zakładu Żywnościowego w Warszawie. W 1932 był oficerem Składnicy Materiału Intendenckiego w Warszawie. Później awansowany do stopnia majora.
Po wybuchu II wojny światowej, kampanii wrześniowej i nastaniu okupacji niemieckiej zaangażował się w działalność konspiracyjną. W Krośnie działał w ramach Polskiej Organizacji Zbrojnej. Był jednym z redaktorów czasopism „Przełom-Racławice” i „Viktoria”.
Po zakończeniu wojny w okresie Polski Ludowej był zatrudniony w Fabryce Przemysłu Lniarskiego „Lnianka” w Krośnie.
Był mężem Zofii z d. Niepokój.
Zmarł 7 maja 1954. Pochowany na Starym Cmentarzu w Krośnie w grobowcu rodziny Niepokój (sektor XIX-328), w którym został wcześniej pochowany kpt. Rudolf Mleczko (1898–1928). Był to ostatni oficjalny pochówek na starym cmentarzu w Krośnie.

## Ordery i odznaczenia
- Krzyż Niepodległości (16 września 1931)[17][10]
- Krzyż Walecznych (czterokrotnie)[10]
- Medal 10-lecia Polski Ludowej (14 lipca 1954)[18]
- Odznaka Pamiątkowa Więźniów Ideowych[4]